# Voeltzkowia petiti
Voeltzkowia petiti là một loài thằn lằn trong họ Scincidae. Loài này được Angel mô tả khoa học đầu tiên năm 1924.